# 正八幡神社 (行橋市行事)
正八幡神社（しょうはちまんじんじゃ）は福岡県行橋市行事にある神社（八幡宮）で正ノ宮正八幡神社（しょうのみやしょうはちまんじんじゃ）とも呼ばれる。旧行事村、草野村、長音寺村の産土神である旧郷社。

## 祭神
誉田別命（応神天皇）・気長足姫命（神功皇后）・比咩大神のいわゆる八幡三神を祀る。

## 由緒
貞観元年（859年）行教が宇佐八幡神を石清水八幡宮へ勧請するに際して仮殿を構えて駐輦した跡に榊が1本残存していたため、これを八幡大神の神慮であるとして「宇佐八幡大神」と唱えて創建したと伝わる。明治6年（1873年）に郷社に列した。

## 祭事
- 例祭（8月25日）
- 建国祭（2月11日）
- 祈年祭（5月2日）
- 神幸祭（5月3日 – 5日）
- 神嘗祭（10月17日）

## 社殿
流造。社記によれば、寛永16年（1639年）に兵火に罹り焼失、寛文9年（1669年）に再建、現社殿は安永2年（1773年）に改築したものという。

## 境内社
- 水神社（祭神：罔象売命、高龗神、闇龗神）
- 火祖神社（祭神：迦具土大神）
- 菅原神社（祭神：菅原道真公）
- 厳島神社（祭神：市杵島姫命）